# Kutless
Kutless est un groupe de rock chrétien américain, originaire de Portland, dans l'Oregon. Depuis leur formation, ils comptent de multiples albums studio et album live, Live from Portland. Ils comptent trois millions d'albums vendus à l'international.

## Biographie

### Débuts (1999–2001)
Le groupe est formé à Portland, dans l'Oregon, comme groupe de prière nommé Call Box. Ils jouent entre 1999 et 2000 au Warner Pacific College. Leur premier guitariste, Andrew Morrison, décide de quitter le groupe peu de temps avant de signer au label BEC records. James Mead remplace Andrew à la guitare solo. Le groupe change de nom pour Kutless en octobre 2001 avant de sortir un premier EP de trois pistes suivi par un premier album en 2002 chez BEC Recordings. Kutless reprend son nom d'un verset de la Bible. Romains disait : « Le salaire du péché, c'est la mort ; mais le don gratuit de Dieu, c'est la vie éternelle en Jésus-Christ, notre Sauveur. » .

### Premiers albums (2002–2007)

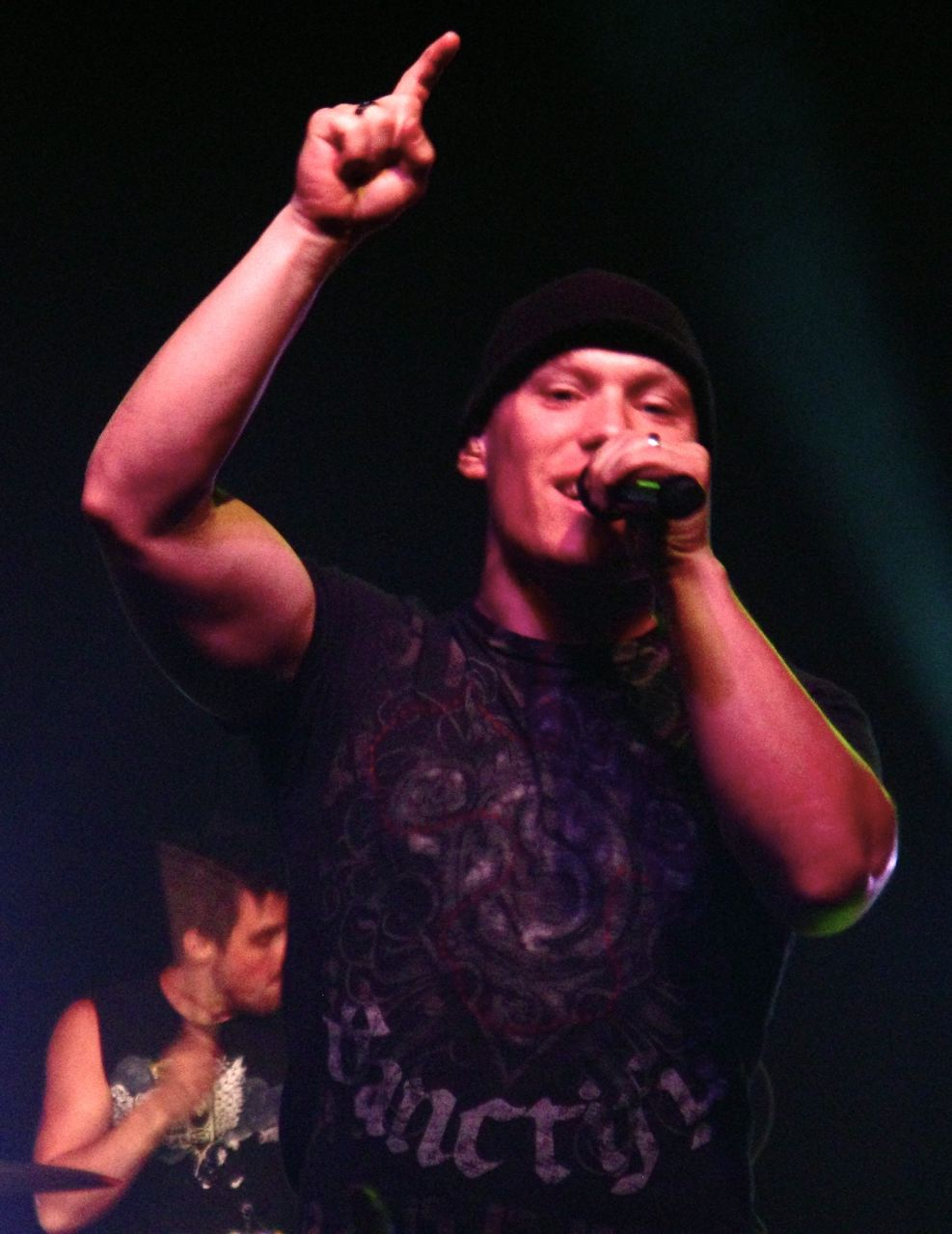
Jon Micah Sumrall, chanteur du groupe.

Leurs deux premiers singles issus du premier album éponyme sont Your Touch et Run. Kutless tourne entre février et avril 2003 avant d'ouvrir pour Audio Adrenaline et MercyMe. En 2004, Kutless publie son deuxième album, Sea of Faces. L'album atteint la 97e place du Billboard 200 Albums chart.
En 2005, Kutless joue un concert dédié aux victime de Katrina à Portland, dans l'Oregon. Ils publient aussi leur premier album de prière, Strong Tower, qui atteint la 87e place du Billboard 200. Après l'enregistrement, mais avant la sortie de Strong Tower, le bassiste Kyle Zeigler et le batteur Kyle Mitchellquittent le groupe pour former Verbatim Records, un label national basé à Portland. Ils sont remplacés par le bassiste Dave Luetkenhoelter et le batteur Jeffrey Gilbert, anciens membres du groupe Seven Places. Kutless fera sa tournée Strong Tower la même année.
Le quatrième album du groupe, Hearts of the Innocent, est publié le 21 mars 2006, atteignant la 45e place du Billboard 200 Albums. Le 28 mars 2006, un épisode de Scrubs, My Bright Idea, incorpore une portion significative du morceau All the Words issu de Sea of Faces pendant la scène finale. En mai 2007, le guitariste de longue date de Kutless, Ryan Shrout, décide de partir, sa fille ayant été diagnostiqué d'une maladie visuelle rare. Shrout décide de passer plus de temps avec sa famille, et quitte Kutless. Nick de Partee, qui était technicien du groupe, le remplace.
Leurs morceaux Hearts of the Innocent et Beyond the Surface sont des chansons jouables dans le jeu vidéo Guitar Praise. Shut Me Out et Your Touch sont ensuite incluses dans la première extension de Guitar Praise. Leur morceau The Feeling apparait dans Rock Band 2 comme chanson bonus téléchargeable.

### Suites (depuis 2008)
En 2008, Kutless publie un cinquième album, To Know that You're Alive. Le groupe participe au concert Ultimate Event aux Alton Towers au Royaume-Uni en mai 2009. En 2009, le groupe publie un autre album de prière, It Is Well. Il est coproduit par Dave Lubben. Ils tournent avec Casting Crowns pour la tournée printanière Until the Whole World Hears. À la fin de la tournée, ils jouent avec Sidewalk Prophets et Above the Golden State.
Kutless sort son septième album, Believer, le 28 février 2012. Il débute 36e du Billboard 200 et premier des Billboard Christian Albums dans la semaine du 17 mars 2012. Le premier single, Carry Me to the Cross, atteint la huitième place du Billboard Christian Songs chart. Kutless embarque pour la première partie de sa tournée Believer Tour, avec Compassion International plus tard en 2012. La tournée s'effectue dans 20 villes américaines avec  Fireflight, Rhett Walker Band, Hyland, et Justin McRoberts. En décembre 2012, Kutless s'associe à Nick Hall pour la tournée The Reason.
Kutless sort Glory, un huitième album, chez BEC records, en février 2014. Un nouveau single, Bring It On, est envoyé à la radio Christian AC le 6 octobre 2015.

## Membres

### Membres actuels
- Jon Micah Sumrall – chant, guitare acoustique, piano (depuis 2000)
- James Mead – guitare, chœurs (depuis 2001)
- Nathan Parrish – guitare basse, chœurs (depuis 2015)
- Vince DiCarlo – guitare (depuis 2014)
- Drew Porter – batterie (depuis 2014)

### Anciens membres
- Andrew Morrison – guitare solo (2000)
- Nathan « Stu » Stuart – basse (2000–2002)
- Kyle Zeigler – basse (2002–2005)
- Kyle Mitchell – batterie (2000–2005)
- Ryan Shrout – guitare, chœurs (2000–2007)
- Jeffrey Gilbert – batterie (2005–2012)
- Dave Luetkenhoelter – basse (2005–2013)
- Kyle Peek – batterie, chœurs (2012–2014)
- Nick DePartee – guitare, chœurs (2007–2014)
- Neal Cameron – basse, chœurs (2014–2015)

## Discographie
- 2002 : Kutless
- 2004 : Sea of Faces
- 2005 : Strong Tower
- 2006 : Hearts of the Innocent
- 2008 : To Know that You're Alive
- 2009 : It Is Well
- 2012 : Believer
- 2014 : Glory
- 2015 : Surrender
- 2017 : Alpha / Omega